# Luis Saldomando Santibañez
Luis Alberto Saldomando Santibáñez (Lima, Perú, 22 de enero de 1957) es un artista marcial peruano, experto en varios estilos de kung-fu y taichí chuan. Miembro afiliado a la Asociación Peruana de Tai Chi y Qi Gong de la Embajada China en el Perú.

## Biografía
Hijo de Luis Saldomando Cárdenas y Julia Santibáñez Sotil, y el mayor de 3 hermanos. Su padre jugaba para el Sporting Tabaco, futuro Sporting Cristal, y era un aficionado al boxeo y a la pelea callejera. A pesar de este antecedente de parte de su padre, desde niño no le gustaban las peleas, y más bien se caracterizaba por ser un niño de temperamento calmado y carácter disciplinado. De adolescente empieza a aprender kung fu con varios maestros que habían inmigrado al Perú durante el siglo XX y se habían instalado en el Barrio chino de Lima, conocido por los peruanos como “Calle Capón”. Durante los años 80 y 90 se dedica a la enseñanza de artes marciales en diferentes instituciones como la Universidad Nacional Federico Villarreal, YMCA, la Universidad Nacional de Educación Enrique Guzmán y Valle, Museo de Arte de Lima, y otras escuelas de artes marciales. Fue también secretario general de la Federación Peruana de Kung Fu-Wushu en 1986. En el año 2001 funda el Centro de Artes Marciales Hon Kind (“Puño Rojo”) ubicado en Lima, donde actualmente vive con su esposa y dos hijas.

## Como artista marcial
A los 13 años conoce a un amigo que le comienza a enseñar Karate. Sin embargo, 2 años después, conoce a quien sería su Maestro (Sifu), quien empieza a enseñarle primero las bases históricas de las artes marciales chinas. Con él aprendería el sistema de kung fu conocido como Hung gar 洪拳 (“Boxeo de la familia Hung”), estilo popularizado por el héroe chino Wong Fei Hung. Sin embargo, paralelamente aprendería con el maestro Juan Benites la Rosa "Chang Yembo" los sistemas "Choy gar" 蔡家拳 (“Boxeo de la familia Choy”) y Li gar 李家功夫 (“Kung fu de la familia Li”). Además, recibió de otros maestros enseñanzas en: "Siu Lam" 少林 (“Boxeo de los 5 animales del Shaolín”), Wing Chun 咏春 (“Hermosa primavera”), Pa kua chang 八卦掌 (“palma de los ocho trigramas”), "Tong Long Kyun" 螳蜋拳 (“Boxeo de Mantis”), "Fu Hok Kyun" 虎鶴拳 (“Boxeo del Tigre y la Grulla”), Taichí chuan estilo Chen 陳氏, taichí estilo yang 楊氏 y taichí estilo Wu 武氏.
Ha ganado diversos certámenes y concursos de kung fu y taichí:
- IV Campeonato Metropolitano de Kung Fu

1.er Puesto -Tai Chi, Danza Tradicional
Lima, diciembre de 1996
- IX Campeonato Nacional de Kung Fu

1.er Puesto -Tai Chi Chen, Danza Tradicional
Lima, febrero de 1997
- I Campeonato Provincial de Kung Fu

1.er puesto - Tai Chi Danza Tradicional y Espada
Callao, julio de 1997
- II Campeonato Metropolitano de Kung Fu

1.er puesto - Tai Chi Danza Tradicional
Lima, agosto de 1997
- III Campeonato Metropolitano de Kung Fu

Lima, octubre de 1997
- 3er Campeonato Metropolitano de Tai Chi

1.er puesto – Medalla de Oro en Tai Chi Danzas
1.er puesto - Medalla de Oro en Tai Chi Shien (espada)
Lima, 2000
- XV Campeonato Nacional de Kung Fu

1.er Puesto –Medalla de Oro en Tai Chi Danzas
1.er Puesto- Medalla de Oro en Tai Chi Shien (espada)
Lima, 2003

## BAJIQUAN
¿Qué es Bajiquan?
Bajiquan es un arte marcial chino que se caracteriza por poder explosivo y de corto alcance. Se originó en la provincia de Hebei al norte de China, pero también es muy conocido en otros lugares actualmente, en especial Taiwán.
El término baji, que proviene del libro más antiguo de China, el I Ching, significa "extensión en todas las direcciones". Entonces, significa “el arte de la pelea en todas las direcciones”.
El estilo se volvió famoso a causa de Li Shuwen (1864-1934), un luchador de la provincia de Shandong cuya habilidad con la lanza le hizo ganarse el apodo de “Li, la Lanza de Dios”. Su célebre dicho acerca de pelear era: “No sé lo que es golpear a un hombre dos veces”. Puede parecer una exageración, pero nos indica con claridad el poder del golpe que desarrolla el entrenamiento en Bajiquan.
Los estudiantes más famosos de Li Shuwen incluyen a Huo Diange (guardaesaldas de Pu Yi, el último Emperador de China), Li Chenwu (guardaespaldas de Mao Zedong), y Liu Yunqiao (agente secreto de Kuomintang nacionalista e instructor de los guardaespaldas de Chiang Kai Shek). Por ello, se ha llegado a denominar al Bajiquan “el Estilo de los Guardaespaldas”.
Bajiquan comparte raíces con otra arte marcial china de Hebei denominada Piguazhang. Hay un antiguo proverbio de artes marciales en China que dice: “Cuando se agrega pigua a baji, los dioses y demonios quedarán aterrorizados. Cuando se agrega baji a pigua, los héroes suspirarán sabiendo que no hay nadie que se les pueda oponer”.
Beneficios para la salud
Las investigaciones muestran que hacer ejercicios periódicamente con Bajiquan puede mejorar la función del sistema cardiovascular, aumentar el metabolismo aeróbico y anaeróbico, estimular la respiración y hacer crecer la vitalidad. Es un sistema completo para desarrollar fuerza, flexibilidad y agilidad así como coordinación motriz fina y gruesa. Como los gráciles movimientos corporales que se revelan durante los ejercicios, el encanto de Bajiquan proporciona un deleite para los sentidos y la percepción artística, y a la vez agudiza las habilidades de combate y control de la mente y el cuerpo.